# جيني غافيغان
جيني غافيغان (بالإنجليزية: Jeannie Gaffigan)‏ هي كاتِبة ومنتجة تلفزيونية ومخرجة وممثلة أمريكية، ولدت في 9 مارس 1970 في ميلواكي في الولايات المتحدة.

## وصلات خارجية
- جيني غافيغان على موقع IMDb (الإنجليزية)
- جيني غافيغان على موقع ألو سيني (الفرنسية)
- جيني غافيغان على موقع ميوزك برينز (الإنجليزية)
- جيني غافيغان على موقع قاعدة بيانات الفيلم (الإنجليزية)